# 欧洲极大望远镜
欧洲极大望远镜（英語：European Extremely Large Telescope，简写E-ELT）是欧洲南方天文台（ESO）准备建造的地面光学天文望远镜，其主镜直径为39.3米，由798个六角形小镜片拼接而成，集光面积达到了978平方米，建造完成后将成为世界上最大的光学望远镜。2010年4月26日，ESO最终选择智利阿马索内斯山区作为极大望远镜的建造地点。
极大望远镜的集光能力比现在最大的光学望远镜强15倍；比单架甚大望远镜强26倍；比当年伽利略制造的望远镜强8百万倍；比人类肉眼强1亿倍。它的光学系统由独创的五个镜面组成，这种先进的自适应光学系统可以减少大气湍流的影响，提高图像的光学质量。
欧洲极大望远镜是极大望远镜计划的一部分。

## 设备
目前极大望远镜已经确定将装载8个设备，另外还有2个设备正在测试研究中。已确定的设备包括：
- CODEX：一个高分辨率的光学光谱仪[3]；
- EAGLE： 拥有多目标自适应光学系统的广角近红外集成视场光谱仪[4]；
- EPICS： 具有极高自适应光学系统的行星成像仪和光谱仪[5]；
- HARMONI：单视场的宽带光谱仪；
- METIS：中红外成像仪和光谱仪；
- MICADO：衍射受限的近红外照相机；
- OPTIMOS：大视场的多目标光谱仪；
- SIMPLE：高光谱分辨率的近红外光谱仪。
- MAORY：自适应多共轭光学MCAO。

## 位置

欧洲极大望远镜和其他著名光学望远镜主镜面积比较，点选影像可看大图。

2008年时的计划中有6个选址，除最佳选址智利安托法加斯塔大區阿马索内斯山外，还包括：
- 南非
- 摩洛哥
- 美国夏威夷，毛納基山
- 中国西藏，青藏高原
- 南极洲[6]

2011年，正式选址智利。

## 外部連接
- ESO Extremely Large Telescope （页面存档备份，存于）
- ESO The Extremely Large Telescope ("E-ELT") Project （页面存档备份，存于）
- Final stage for telescope design （页面存档备份，存于）
- Green light for ELT （页面存档备份，存于）
- Ground Telescope to Super Size （页面存档备份，存于）
- Record mirror for Euro telescope BBC Online August 7 2006 （页面存档备份，存于）
- ESO Council Gives Green Light to Detailed Study of the European Extremely Large Telescope Spaceref.com Archive.today的存檔，存档日期2012-09-10